# 桐城文庙
桐城文庙即桐城县学文庙，坐落在中国安徽省的历史文化名城桐城市中心，原为安徽省文物保护单位，2013年升为全国重点文物保护单位，是桐城市博物馆所在地。

## 历史
文庙始建于元朝延祐年间，原在县城东廓外，元末毁于兵火。明洪武初年，知县瞿那海移建于今址。后屡遭破坏和重修，清咸丰三年（1853年），又遭兵火，仅棂星门幸存。同治三年（1864年）和五年（1866年）当地士绅捐款修复。1986年7月3日，文庙作为明至清古建筑被列入第二批安徽省文物保护单位名单。

## 建筑
文庙坐北朝南，沿中轴线左右对称布局，围绕大成殿五间修建，分前后两进院落，沿中轴线依次有照壁、门楼、泮池、泮桥、大成门、文昌祠、崇圣祠、东西庑、大成殿及明伦堂等。